# Keolis Val-d'Oise
Keolis Val-d'Oise est une entreprise de transports de voyageurs appartenant au groupe Keolis. Elle est basée à Bernes-sur-Oise, au no 3 chemin Pavé, dans le département du Val-d'Oise, en région Île-de-France. L'entreprise exploite des lignes régulières desservant principalement la communauté de communes du Haut Val-d'Oise.
Le 1er janvier 2024, les lignes 2, A, B, C, DIM, E, F et G ainsi que les lignes 95.09 et 95.10 rejoignent le réseau de bus Haut Val-d'Oise exploité par une autre filiale de Keolis.

## Exploitation

### Entreprise exploitante
La société est exploitée par le groupe Keolis, filiale de la SNCF.

### Dépôt
Les véhicules ont leur centre-bus à Bernes-sur-Oise, situé au no 3 chemin Pavé. Le dépôt a également pour mission d'assurer l'entretien préventif et curatif du matériel. L'entretien curatif ou correctif a lieu quand une panne ou un dysfonctionnement est signalé par un machiniste.

## Identité visuelle

Logo de Keolis Val-d'Oise jusqu'en 2017
Logo de Keolis Val-d'Oise depuis 2017